# Władysław Krajewski (chirurg)

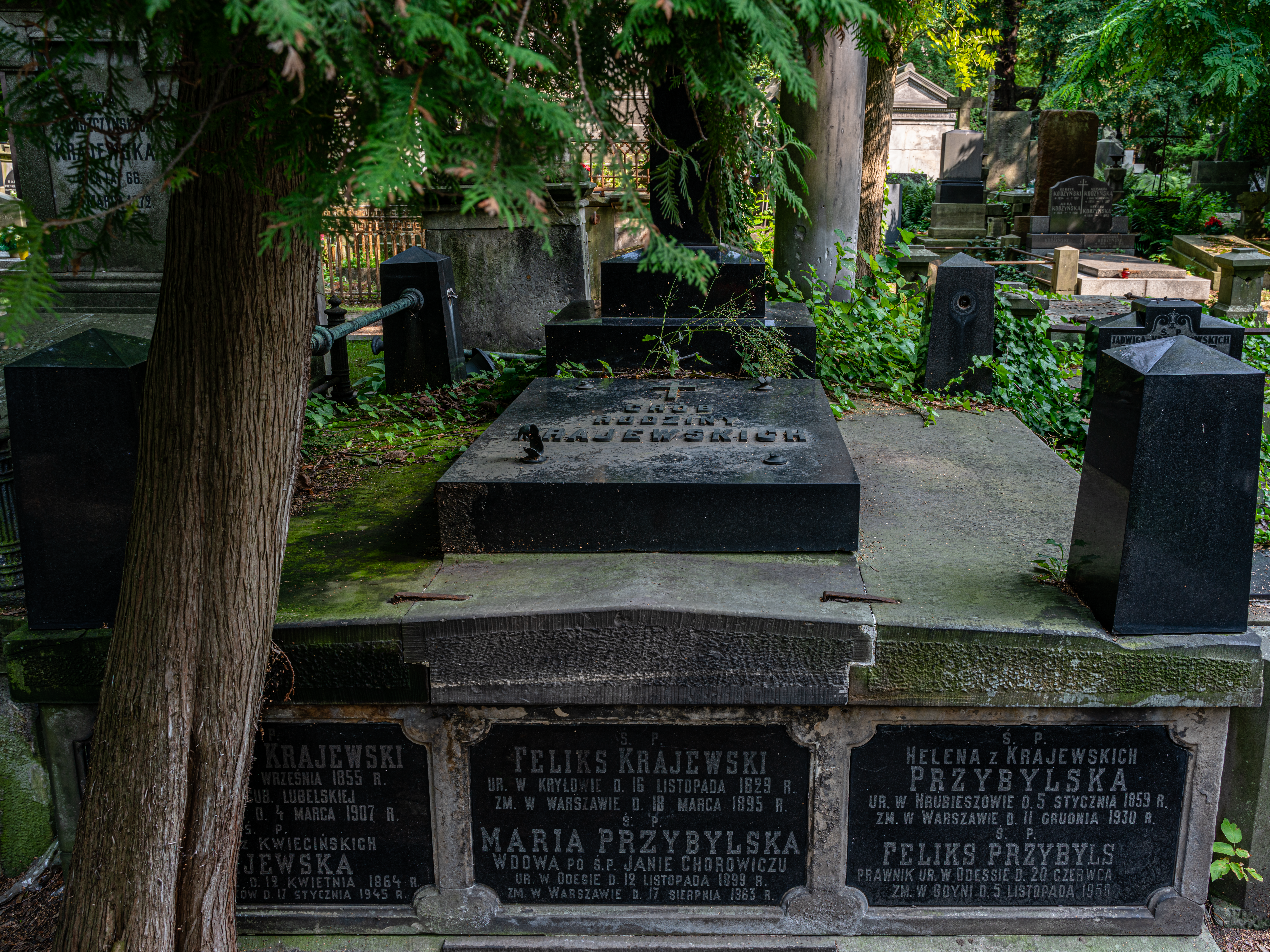
Grób Władysława Krajewskiego na cmentarzu Powązkowskim

Władysław Krajewski (ur. 18 września 1855 w Janowie Lubelskim, zm. 4 marca 1907 w Warszawie) – polski lekarz chirurg.

## Życiorys
Ukończył studia medyczne na Uniwersytecie Warszawskim. Jako lekarz służył w wojnie rosyjsko-tureckiej. Następnie został asystentem w katedrze anatomii opisowej. Kształcił się na studiach klinicznych.
W latach 1883–1886 wykładowca warszawskiej szkoły felczerskiej. W latach 1883–1884 był redaktorem pisma „Kronika Lekarska”. W 1886 został ordynatorem w Szpitalu Dzieciątka Jezus. W 1893 założył czasopismo „Przegląd Chirurgiczny”.
Został pochowany na cmentarzu Powązkowskim w Warszawie (kwatera 45, rząd 2, grób 18-19).